# Локборн (Охајо)
Локборн (енгл. Lockbourne) град је у америчкој савезној држави Охајо.

## Демографија
По попису из 2010. године број становника је 237, што је 43 (-15,4%) становника мање него 2000. године.
| Група             | 2000.       | 2010.       |
| Белци             | 278 (99,3%) | 229 (96,6%) |
| Афроамериканци    | 0 (0,0%)    | 0 (0,0%)    |
| Азијати           | 0 (0,0%)    | 0 (0,0%)    |
| Хиспаноамериканци | 1 (0,4%)    | 6 (2,5%)    |
| Укупно            | 280         | 237         |